# Mejudrétxie (Uliànovsk)
|  | Per a altres significats, vegeu «Mejdurétxie». |

Mejdurétxie (en rus: Междуречье) és un poble de l'óblast d'Uliànovsk, a Rússia, que en el cens del 2010 tenia 34 habitants. Pertany al districte d'Inza.